# Чиста (Поморське воєводство)
Чиста (пол. Czysta) — село в Польщі, у гміні Смолдзіно Слупського повіту Поморського воєводства.
Населення — 212 осіб (2011).
У 1975-1998 роках село належало до Слупського воєводства.

## Демографія
Демографічна структура станом на 31 березня 2011 року:
|          | Загалом | Допрацездатний вік | Працездатний вік | Постпрацездатний вік |
| -------- | ------- | ------------------ | ---------------- | -------------------- |
| Чоловіки | 109     | 19                 | 80               | 10                   |
| Жінки    | 103     | 15                 | 64               | 24                   |
| Разом    | 212     | 34                 | 144              | 34                   |